# Svět série Monkey Island
Svět série Monkey Island je soupisem různých prvků, které se vyskytují v herní sérii Monkey Island od LucasArts, tedy v jednom z dílů, které jsou:
- The Secret of Monkey Island - 1991
- Monkey Island 2: LeChuck's Revenge - 1992
- The Curse of Monkey Island - 1998
- Escape from Monkey Island - 2001

## Postavy

### Guybrush Threepwood
Díl série: The Secret of Monkey Island, Monkey Island 2: LeChuck's Revenge, The Curse of Monkey Island, Escape from Monkey Island
Více o postavě Guybrush Threepwood
Guybrush je hlavní postavou celé série. V The Secret of Monkey Island začíná jako usmrkanec, který se chce stát pirátem, což se mu daří hned v první části onoho dílu. Jeho sláva střídavě stoupá a klesá, kdyby tomu tak nebylo, těžko by vznikaly nové díly. Jeho životní láskou je Elaine Marley, guvernérka Melée Islandu. Krom toho umí zadržet dech na 10 minut.

### Elaine Marley
Díl série: The Secret of Monkey Island, Monkey Island 2: LeChuck's Revenge, The Curse of Monkey Island, Escape from Monkey Island
Hrdinka série a Guybrushova vysněná dívka. Dcera kapitána Marleyho, který se vydal hledat legendární BigWhoop poklad.

### Carla The Swordmaster
Díl série: The Secret of Monkey Island, Escape from Monkey Island
Carla ve hře The Secret of Monkey Island je vyhlášenou mistryní šermu, kterou Guybrush musí porazit, aby byl uznán za piráta. Carla se poté připojí k jeho posádce na lodi směřující na Monkey Island, kde končí v zajetí kanibalů. V díle čtvrtém se znovu připojuje k posádce Guybrushe Threepwooda.

### Largo LaGrande
Díl série: Monkey Island 2: LeChuck's Revenge
Příjmení je odvozeno dle města LaGrande v Oregonu, kde tvůrce prvních dvou dílů, Ron Gilbert vyrůstal. Jméno Largo pak je ze španělštiny, kde znamená Dlouhý, což si zahrává se skutečností, že Largo LaGrande je velmi malého vzrůstu a lehce trpí napoleonským komplexem. Je to jeden z LeChuckových následovníků, který jej i po zničení na konci prvního dílu přivede zpět k životu v díle druhém.

### Stan
Díl série: The Secret of Monkey Island, Monkey Island 2: LeChuck's Revenge, The Curse of Monkey Island, Escape from Monkey Island
Stan je obchodník tělem i duší. Objevuje se v každém dílu série a vždy něco prodává.
- The Secret of Monkey Island - lodě
- Monkey Island 2: LeChuck's Revenge - rakve
- The Curse of Monkey Island - pojistky
- Escape from Monkey Island - sdílení času

Nosí velký klobouk a při jakémkoliv mluvení velmi rychle gestikuluje, spíše až mává rukama.

### Voodoo Lady
Díl série: The Secret of Monkey Island, Monkey Island 2: LeChuck's Revenge, The Curse of Monkey Island, Escape from Monkey Island
Robustní dáma ovládající umění Voodoo se vyskytuje ve všech dílech hry. Putuje mezi ostrovy a na každém vykládá karty, věští z křišťálové koule nebo svého kotle. Ve druhém díle pomohla Guybrushovi sestavit Voodoo panenku zlého Larga

### LeChuck
Díl série: The Secret of Monkey Island, Monkey Island 2: LeChuck's Revenge, The Curse of Monkey Island, Escape from Monkey Island
Hlavní záporný protagonista celé série. Po celou dobu usiluje o ruku guvernérky Marleyové. Je nemrtvý, tedy jednou duch, pak zombie a jednou jako pekelník. V díle čtvrtém může tyto stavy měnit.

### Herman Tootroth
Díl série: The Secret of Monkey Island, Monkey Island 2: LeChuck's Revenge, The Curse of Monkey Island, Escape from Monkey Island
Herman je ve všech čtyřech dílech trosečníkem na Monkey Islandu nebo na sousedním Dinky Islandu. Stále trpí amnésií a nemůže si vzpomenout na svoje pravé jméno.

### Piráti s velmi pokleslou morálkou
Díl série: The Secret of Monkey Island, Monkey Island 2: LeChuck's Revenge
Tato trojice líných pirátů se objevuje v prvních dvou dílech a vždy Guybrushe zdržují dlouhými příběhy. Nejvyšší z trojice, který nosí klobou, se jmenuje Frank a kdesi mezi prvním a druhým dílem přišel o jednu nohu. Malý a tlustý se jmenuje Fred. Mluví málo, směje se hodně a hlasitě. Trojici uzavírá Fin, který krmí svou cvičenou krysu.

### Meathook
Díl série: The Secret of Monkey Island, Escape from Monkey Island
Meathook je jeden ze tří členů původní posádky Guybrushe Threepwooda při cestě na Monkey Island. Svalnatý pirát má místo rukou háky, pásku přes oko a fobii z papoušků. Na hrudi má vytetovanou lebku, zvanou Rogger, kterou jako břichomluvec umí přimět k pozdravu. Žije na malém ostrůvku u Melée Islandu, kde stále chybí lávka.

### Kanibalové
Díl série: The Secret of Monkey Island, The Curse of Monkey Island
Trojice kanibalů žije v prvním díle na severní části Monkey Islandu, kde mají svou vesnici. Nemají jména a tak je Guybrush oslovuje podle jejich masek: RedSkull - vůdce skupiny, Sharptooth - nejdivočejší ze skupiny a Lemonhead - naopak nejklidnější.
V prvním dílu uvěznili Guybrushe do chýše, ale v závěru mu pomohli ke kořenovému pivu, které je velmi účinné proti duchům. Ve třetím dílu se přestěhovali na Blood Island a stali se z nich vegetariáni.

### Rum Rogers Jr
Díl série: Monkey Island 2: LeChuck's Revenge
Po smrti svého otce Rum Rogerse seniora se junior usadil v chatrči, kterou zdědil na skryté části Phatt Islandu. Zanedlouho však byl otráven neustávajícím náporem lovců pokladů, kteří se ho neustále ptali na Big Whoop. Když jej Guybrushe vyzval na souboj s kordem odmítl a nabídl mu souboj v pití rumu, který ovšem okamžitě složil každého jiného smrtelníka. Guybrush vyhrál teprve poté, co Rogersovi vyměnil jeho rum za rum s nízkým obsahem alkoholu.

### Rum Rogers Sr
Díl série: Monkey Island 2: LeChuck's Revenge, The Curse of Monkey Island
Rum Rogers senior byl jeden ze čtyř členů posádky kapitána Marleyho, která se plavila na Monkey Island ještě před časovou osou příběhu The Secret of Monkey Island. V posádce plnil funkci prvního důstojníka a byl znám pro jeho těžký alkoholismus.
Posádka musela zakotvit na Blood Islandu kvůli poničení lodi bouří. Stejná bouře zničila i LeChuckovu výpravu za stejným cílem. LeChuck bouři přežil a narazil na Ruma Rogerse Sr, který byl natolik posilněn alkoholem, že LeChuckovi prozradil tajemství jejich výpravy - hledání pokladu Big Whoop. Není známo, jak dlouho se kapitán Marley s posádkou zdrželi na Blood Islandu, ale LeChuck opustil ostrov před nimi a dorazil na Monkey Island jako první. Podle LeChucka v dílu The Curse of Monkey Island byl na ostrově o půl hodiny dříve a získal poklad pro sebe. Kapitán Marley s posádkou byli už jenom svědky přeměny LeChucka v nesmrtelného ducha, který utekl do středu ostrova. Rum Rogers Sr dostal jeden ze čtyř kousků mapy k pokladu.
Neurčitý čas po těchto událostech se Rum Rogers ve vaně na Phatt Islandu. Popíjel rum a jedl tousty, když tu mu "záhadně" spadl toustovač do vany a on zemřel nebo byl zavražděn. Kousek mapy přešel na jeho syna, který jí uchovával v blízkosti otcova tlejícího těla do doby, než přišel Guybrush. Rum Rogers senior se následně ještě objevuje ve čtvrtém dílu, jako dynamo monkelektrická součást LeChuckova karnevalu prokletých.

### Wally B. Feed
Díl série: Monkey Island 2: LeChuck's Revenge, The Curse of Monkey Island
Wally je malý, rusovlasý kartograf, kterého Guybrush ve druhém dílu najal, aby mu sestavil potřebnou mapu. Byl unesen LeChuckem do jeho pevnosti, odkud jej Guybrush de facto zachránil, ale po explozi dynamitu ve skladu LeChuckovi pevnosti se přidal k jeho armádě nemrtvých a začal si říkat "Bloodnose"

### Rapp Scallion
Díl série: Monkey Island 2: LeChuck's Revenge, The Curse of Monkey Island
Rum Rogers senior byl jeden ze čtyř členů posádky kapitána Marleyho, která se plavila na Monkey Island ještě před časovou osou příběhu The Secret of Monkey Island. V posádce plnil funkci kuchaře. Na Monkey Islandu dostal jeden ze čtyř dílků mapy k pokladu Big Whoop. Po návratu si na Scabb Islandu otevřel kiosek "Steamin' Weenie", kde zemřel uhořením.
Rapp Scallion byl pověstný tím, že neustále zapomíná zapnutý plyn na sporáku. LeChuck to dobře věděl a nechal mu poslat k jeho 35. narozeninám dort se svíčkami.
V dílu Monkey Island 2: LeChuck's Revenge Rappa na krátkou chvilku oživí Guybrush Threepwood kouzlem voodoo zvaném "Ash-2-Life". Rapp poprosí Guybrushe, aby zkontroloval jeho kiosek, zdali není puštěný plyn, že jeho duše nemůže žít v pokoji. Když to Guybrush udělá, Rapp mu za to dá jeho dílek mapy k pokladu. V The Curse of Monkey Island se Rapp objevuje jako dynamo-monkelektrická součást LeChuckova karnevalu prokletých.

### Kapitán Dread
Díl série: Monkey Island 2: LeChuck's Revenge
Loď kapitána Dreada kotví na Scabb Islandu. Když se Guybrush zbaví otravného Larga, dá kapitánovi nový talisman a zaplatí, Dread mu pak slouží jako převozník mezi Scabb Islandem, Phatt Islandem a Booty Islandem. Jeho jméno odpovídá jeho účesu.

## Předměty
V tomto seznamu jsou neživé předměty se kterými přišel Guybrush Threepwood do styku nebo je mohl přenášet ve svém inventáři.

### Kuře s kladkou
Díl série: The Secret of Monkey Island, Escape from Monkey Island
Prapodivný předmět, který Guybrush nalezl v sídle Voodoo Lady. Umělé kuře, které má mezi pařáty namontovanou kladku slouží k přemístění se na malý ostrůvek, kde má dům Meathook, protože Melée Island není s tímto ostrůvkem spojen lávkou, pouze provazem.

### Big Whoop
Díl série: Monkey Island 2: LeChuck's Revenge, The Curse of Monkey Island
Big Whoop má být legendární pirátský poklad, který Guybrush Threepwood hledá v druhém dílu série. Ve čtvrtém pokračování však LeChuck vysvětluje, že Big Whoop je ve skutečnosti brána do pekla umístěná v Monkey Islandu, kterou prošel, když se z něj stal duch. Big Whoop je také karneval prokletých, kde byl Guybrush uvězněn mezi druhým a třetím dílem.

### Sběrač banánů
Díl série: The Secret of Monkey Island
Speciální zařízení, používané kanibaly na Monkey Islandu pro sklizeň banánů z palem. Dvě dřevěné paže, zakončené rukavicemi stylu Mickey Mouse s dostatečně dlouhým držadlem mohou zastat práci několika lidí při akutní potřebě banánů. Kanibalové mají tento nástroj ve své chýši ze které chce Guybrush Threepwood utéci, ale sběrač banánů je natolik velký, že s ním neproleze dírou v podlaze.

### Grog
Díl série: The Secret of Monkey Island, Monkey Island 2: LeChuck's Revenge, The Curse of Monkey Island, Escape from Monkey Island
Typický pirátský nápoj, který se objevuje ve všech dílech série. Vyskytuje se všude po hospodách Tri-Island oblasti, ale dokonce i v automatech na plechovky s pitím. Grog v Monkey Islandu není jenom rum s horkou vodou. Guybrush s ním dokonce v prvním dílu osvobodil Otise z vězení.
Grog série Monkey Island obsahuje jednu nebo více z následujících ingrediencí:
- Kerosin
- Propylenglykol
- Náhradní sladidlo
- Kyselinu sírovou
- Rum
- Aceton
- Kyselinu z baterií
- Amarantové barvivo
- Scumm
- Kolomaz

a/nebo
- Pepperoni

## Ostrovy

### Melée Island
Díl série: The Secret of Monkey Island, The Curse of Monkey Island, Escape from Monkey Island
Hluboko v Karibiku začíná celý příběh právě na Melée Islandu. Nachází se zde vila guvernérky Marleyové, Stanova prodejna lodí, hluboko v lesích plných trnitých rostlin také domov Carly, na malém ostrůvku na severu domov Meathooka ke kterému stále nevede most. Ve vesnici, hned v první lokaci je SCUMM bar.
Ostrov se de facto objevuje ve všech dílech kromě druhého, ale ve 3. na něj pouze Guybrush nahlédne do jedné lokace, kdesi v hlubokém lese.

### Monkey Island
Díl série: The Secret of Monkey Island, The Curse of Monkey Island, Escape from Monkey Island
Ačkoliv se to může zdát zvláštní, hlavní ostrov podle kterého má název celá série, se nevyskytuje v druhém dílu. Na ostrově sídlí pouze kanibalové a Herman Tootroth. Nachází se zde sopka, džungle a hlava velké opice

### Scabb Island
Díl série: Monkey Island 2: LeChuck's Revenge
Úvodní ostrov druhého dílu. Je osídlen převážně línými piráty jako skupinka Pirátů s velmi pokleslou morálkou. Nachází se zde jeden přístav, hřbitov, sídlo Voodoo Lady v bažinách. V přístavu má obydlí Largo LaGrande, který terorizuje ostrov a kartograf Wally. V jihozápadní části ostrova kotví loď kapitána Dreada

### Booty Island
Díl série: Monkey Island 2: LeChuck's Revenge
Po celý rok zde probíhají oslavy "Merdi Gras". Sídlo guvernéra je v severozápadní části ostrova. Jakožto součást Tri-Island oblasti je spravován Elaine Marleyovou. Na ostrově je několik obchodů, jako Stanova prodejna rakví, starožitnosti, kde lze koupit např. bič Indiana Jonese nebo půjčovna kostýmů.

### Phatt Island
Díl série: Monkey Island 2: LeChuck's Revenge
Phatt Island je pod nadvládou morbidního, obtloustlého guvernéra L. Phatta, který žije pouze ve své vile v jižní části ostrova. Obrana ostrova sestává z jediného, ale svalnatého muže s plnovousem a jeho psa, který plní funkci hlídače vězení. Na Phatt Islandu je jediná knihovna pro celou Tri-Island oblast. Knihy většinou obsahují skryté narážky na Guybrushe Threepwooda a jiné hry a filmy z dílen LucasFilm a LucasArts. V severozápadní části ostrova se nachází vodopád, který ukrývá tajný průchod do další části ostrova, kde má chatrč Rum Rogers junior